# سیارک ۵۲۳۰
سیارک ۵۲۳۰ (به انگلیسی: 5230 Asahina، نامگذاری:1988EF) پنج هزار و دویست و سیمین سیارک کشف شده‌است که در ۱۰ مارس ۱۹۸۸ کشف شد.
قدر مطلق سیارک برابر ۱۳٫۴۰ است.